# Svenska mästerskapen i dressyr 1988
Svenska mästerskapen i dressyr 1988 avgjordes i Flyinge. Tävlingen var den 38:e upplagan av Svenska mästerskapen i dressyr.

## Resultat
| Placering | Ryttare          | Häst             |
| --------- | ---------------- | ---------------- |
| 1         | Louise Nathhorst | Chirac           |
| 2         | Lars Andersson   | Flyinge Herkules |
| 3         | Eva Lindsten     | Cello            |